# Pseudoliarus hudeibensis
Pseudoliarus hudeibensis är en insektsart som beskrevs av Van Stalle 1986. Pseudoliarus hudeibensis ingår i släktet Pseudoliarus och familjen kilstritar. Inga underarter finns listade i Catalogue of Life.